# Scodionista araxina
Scodionista araxina är en fjärilsart som beskrevs av Eugen Wehrli 1953. Scodionista araxina ingår i släktet Scodionista och familjen mätare. Inga underarter finns listade.